# Étienne Du Tertre
Étienne Du Tertre est un compositeur français du XVIe siècle.
Il est l'auteur d'environ soixante-dix chansons, principalement publiées en 1549-1551, et d'un livre de Danseries. Vingt-cinq de ses chansons étant composées sur des textes identiques à des chansons de Clément Janequin, on suppose qu'ils ont pu se connaître.